# Altenkirchen (Westerwald)
Altenkirchen (Westerwald) è una città di 6 255 abitanti della Renania-Palatinato, in Germania.
È capoluogo del circondario (Landkreis) omonimo (targa AK) e della comunità amministrativa (Verbandsgemeinde) omonima.
Il 4 giugno 1796 si svolse, nei pressi della città l'omonima battaglia che vide l'armata del generale francese Jean-Baptiste Kléber sconfiggere le truppe austriache agli ordini del principe Augusto di Württemberg.